# Cafer Seydahmet Kırımer
Cafer Seydahmet Kırımer (en tatar de Crimée : Cafer Seydamet Qırımer, et en ukrainien : Джафе́р Сейдаме́т Кириме́р) est un homme politique et écrivain tatare de Crimée.

## Biographie
Après des études de droit à Constantinople où il rencontre Noman Çelebicihan, avec celui-ci il fonde une assemblée d'étudiants en 1908. Il continue à étudier à Paris le droit, le journalisme et la sociologie et en 1914 à l'université d'État de Saint-Pétersbourg. Il retourne en Crimée où il fonde une organisation secrète révolutionnaire avec ses amis proches.
Lorsque la République populaire de Crimée est déclarée en 1917, il y devient ministre de la Guerre et des Affaires étrangères dans le gouvernement dirigé par Noman Çelebicihan. Après l'occupation de la Crimée par les bolcheviques, il se rend à Paris, via Kiev et Varsovie, en tant que représentant du Parlement de Crimée. Plus tard, il s'installe à Istanbul et y continue à militer pour la liberté de la Crimée, jusqu'au jour de sa mort.
Il meurt à Istanbul le 3 avril 1960. Sa tombe se trouve au cimetière de Feriköy dans cette ville.

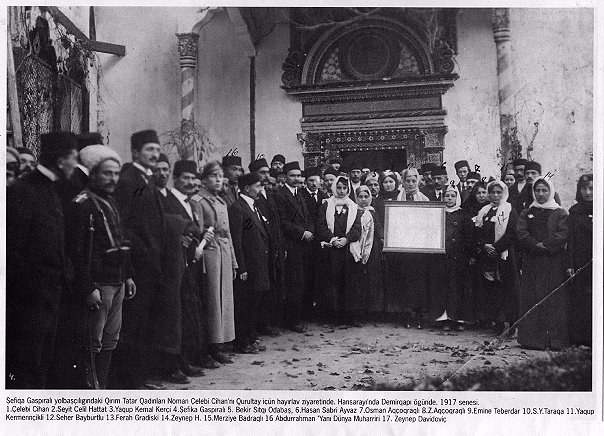
En 1917 au Hansaray, Congrès national des peuples Tatars de Crimée avec Chefika Gasprinskyi, Asan Sabri Ayvazov, Noman Çelebicihan, Osman Aktchokrakli, Seitcelil Hattat.
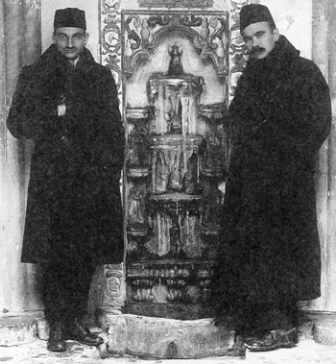
Seydamet Kırımer et Noman Çelebicihan au Hansaray, 1918.
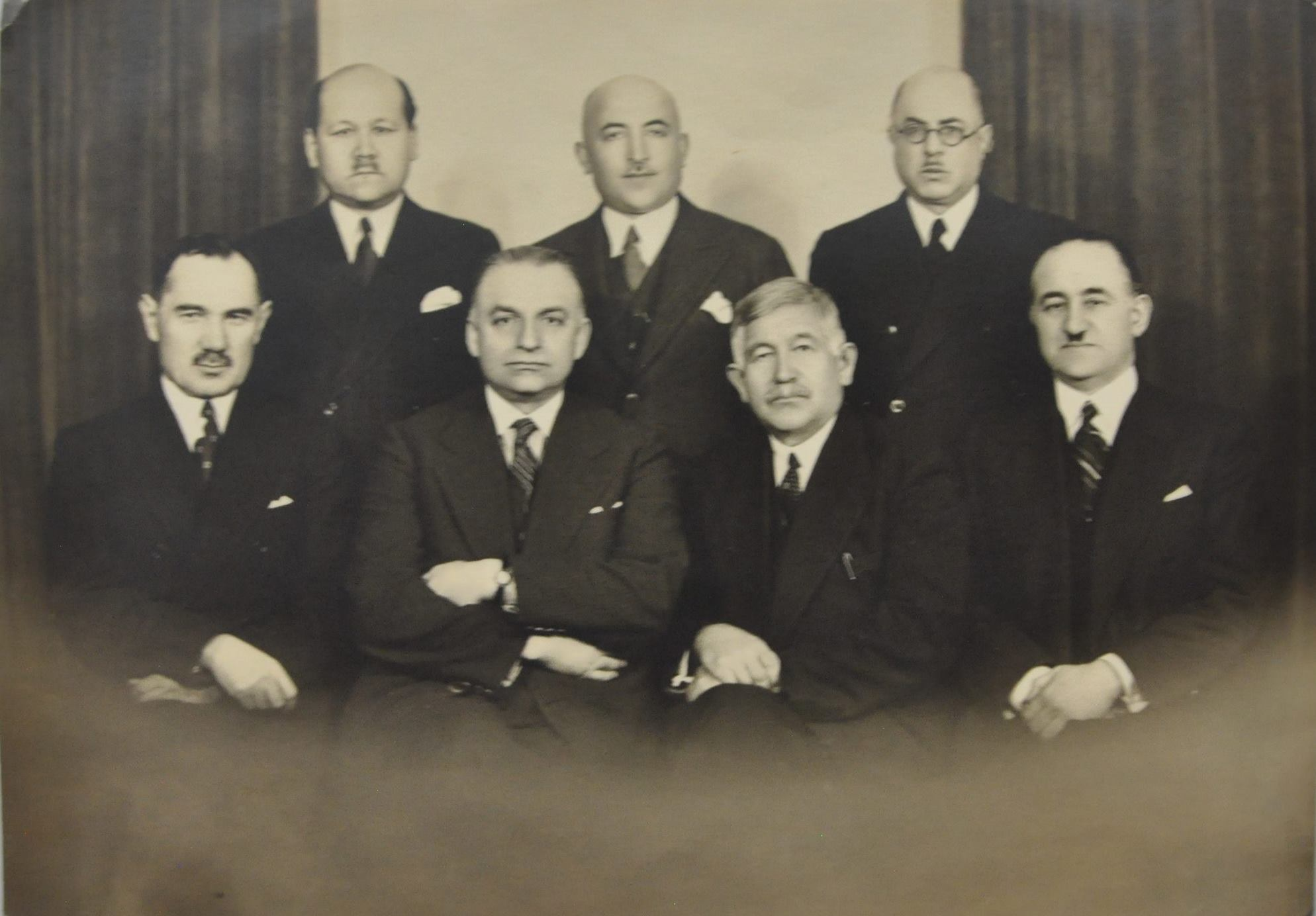
En exil à Varsovie, vers 1936, avec Tausultan Shakman, Mustafa bey Vekilov, Mustafa Chokay, Magomed Girei Sunsh, Cafer Seydahmet Kırımer, Ayaz Ishaki et Mohammed Émin Résulzadé.